# Граничні витрати
Граничні витрати (Marginal Cost, MC) — це додаткові витрати на виробництво ще однієї одиниці продукції. Для кожної додаткової одиниці продукції МС можна визначити, вказавши зміну загальних витрат (Total Cost, TC), зумовлену виробництвом цієї одиниці продукції (Quantity, Q).
{\displaystyle MC(Q)={\frac {\ dTC}{\ dQ}}.}

## Короткострокові граничні витрати

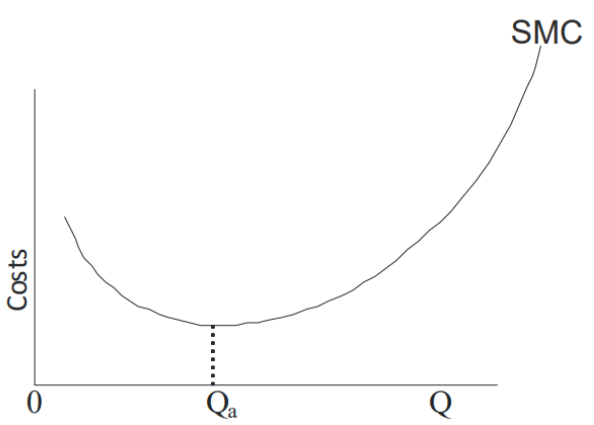
Короткострокові граничні витрати

Короткострокові граничні витрати виробництва (Short-Run Marginal Cost) становлять приріст загальних витрат у результаті виробництва додаткової одиниці продукції
SRMC = Δ SRTC / Δ Q.
Оскільки загальні постійні витрати TFC не змінюються при зміні обсягу виробництва Q, то приріст загальних витрат виробництва (Δ ТС) збігається з приростом загальних змінних витрат виробництва (Δ TVC). Отож, для обчислення короткострокових граничних витрат SRMC можна використовувати ще й такий вираз: SRMC = Δ SRTVC : Δ Q.
У короткостроковому аспекті крива граничних витрат зростає внаслідок чинності закону спадної віддачі. Варто звернути також увагу на те, що на граничні витрати не впливає рівень постійних витрат. Звичайно, якщо вироблено додаткову одиницю продукції, то постійні витрати не зміняться і, отже, додаткові постійні витрати повинні дорівнювати нулю. Звідси випливає, що граничні витрати визначаються тільки змінними витратами. У довгостроковому періоді граничні витрати можуть зростати, зменшуватися або залишатися постійними залежно від позитивного або негативного ефекту масштабу.

## Довгострокові граничні витрати

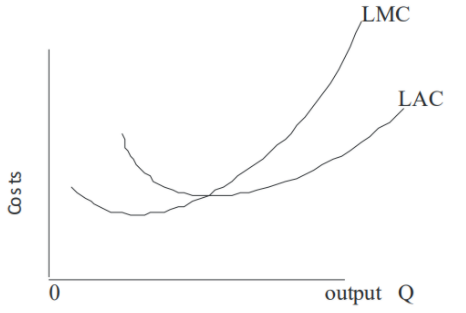
Довгострокові граничні витрати

Довгострокові граничні витрати (Long-Run Marginal Cost) — це додаткові витрати виробництва додаткової одиниці продукції в довгостроковому періоді. Оскільки в довгостроковому періоді всі витрати є змінними, то немає «закону», що визначає форму кривої граничних витрат для такого періоду. Вони можуть скорочуватися, збільшуватися або
залишатися постійними при зміні рівня виробництва. Проте крива підпорядковується тим самим геометричним правилам, що й крива короткострокових граничних витрат, тобто вона повинна перетинати криву довгострокових середніх (LRAC) у точці її мінімуму, повинна лежати нижче від неї, коли LRAC спадає, і вище, коли LRAC зростає.